# جرديه عكا
قرية جردية، قرية فلسطينية، تقعُ شمالَ غربِ عشيرةِ عربِ العرامشة قربَ الحدودِ اللبنانية -الفلسطينية، وهيَ ملاصقةٌ لبلدةِ الظهيرة اللبنانية، يفصلُها شريطُ الحدودِ الشّائكِ. ما زالَ يسكنُ أراضيها أربعةُ بيوتٍ منْ بطنِ حنين، من عشيرةِ عربِ العرامشة، رفضوا مغادرتَها رغمَ كلِّ الضّغوطِ والاغراءاتِ وهم: بيت حمد أبو سمره، بيت رايق حمدان مغيص، بيت سليمان العبّاس، بيت عقاب العبّاس. وفيها آثارٌ من عصورٍ تاريخيَّةٍ قديمةٍ.
أقامَت عشيرةُ عربِ العرامشة في بلدةٍ (جُردية) على الحدودِ الشماليةِ لفلسطين. وفي (الظهيرة) أقصى جنوبِ لبنان. حيثُ فُصلَت (جُردية) عن (الظهيرة) بموجبِ اتفاقِ سايكس -بيكو عام 1916.  تقعُ شمالَ غربِ عشيرةِ عربِ العرامشة قربَ الحدودِ اللبنانية -الفلسطينية، وهيَ ملاصقةٌ لبلدةِ الظهيرة اللبنانية، يفصلُها شريطُ الحدودِ الشّائكِ.

## الموقع والمساحة[1]
أقامَت عشيرةُ عربِ العرامشة في بلدةٍ (جُردية) على الحدودِ الشماليةِ لفلسطين. وفي (الظهيرة) أقصى جنوبِ لبنان. حيثُ فُصلَت (جُردية) عن (الظهيرة) بموجبِ اتفاقِ سايكس -بيكو عام 1916.  تقعُ شمالَ غربِ عشيرةِ عربِ العرامشة قربَ الحدودِ اللبنانية -الفلسطينية، وهيَ ملاصقةٌ لبلدةِ الظهيرة اللبنانية، يفصلُها شريطُ الحدودِ الشّائكِ. مقتطف من كتاب عشائر قضاء عكا: اقتلاعهم من أراضيهم بدأ خلال الاحتلال البريطاني، محمود عبد الله كلَّم، دار بيسان للنشر والتوزيع، بيروت، شباط 2016.
عائلات القرية وعشائرها:
ما زالَ يسكنُ أراضيها أربعةُ بيوتٍ منْ بطنِ حنين، من عشيرةِ عربِ العرامشة، رفضوا مغادرتَها رغمَ كلِّ الضّغوطِ والاغراءاتِ وهم: بيت حمد أبو سمره، بيت رايق حمدان مغيص، بيت سليمان العبّاس، بيت عقاب العبّاس. وفيها آثارٌ من عصورٍ تاريخيَّةٍ قديمةٍ
تقوم عكا في الظرف الشمالي لخليج عكا، فوق رأس الخليج الذي يبدو على شكل شبه جزيرة صغيرة ملتصقة بالساحل. ويمتد رأس الكرمل بارزًا في البحر مكونًا الطرف الجنوبي لخليج عكا، ومتجهًا نحو الشمال الغربي. في حين يمتد رأس عكا نحو الجنوب متوغلًا في مياه الخليج. وبذلك تحيط مياه البحر عكا من الجهتين الغربية والجنوبية، وتتصل باليابسة من الجهتين الشرقية والشمالية. وقد شيدت عكا على مرتفع من الأرض يتفاوت في شكله بين الأرض السهلة والوعرة. ولم تشيد المدينة في الوادي المنخفض خشية غلبة ماء البحر عليها عندما ترتفع أمواجه أثناء العواصف. ويقع ميناء عكا في الجهة الجنوبية لشبه جزيرة عكا، لذا فإنه محمي من الرياح الشمالية، ويتعرض لهبوب الرياح الجنوبية الغربية، وبخاصة في فصل الشتاء. ولسور عكا المحيط بها أبواب تفتح على الواجهات البحرية والبرية.